# باكورا
باكورا(باليابانية:獏良了)هو شخصية خيالية من أنمي يوغي.

## الشخصية
باكورا تلميذ في نفس ثانوية يوغي، ويدرس معه في نفس الفصل. يحب مبارزة الوحوش كثيراً، ويعتبر ذا خبرة في هذه اللعبة. يمتاز بطيبة القلب وحسن النية والظن.

## القصة
اشترى والد باكورا خاتم الألفية (أو حلقة الألفية حسب الدبلجة العربية)، من متجر مصري وقدمه لباكورا. خاتم باكورا مثل لغز الألفية، يبث في النفس طاقة قديمة، وهي لسارق قبور. وقد أفسد روح باكورا، وحوله إلى جانب اليامي الشرير. الخاتم عنده قوة الانتقال إلى أداة ألفية أخرى، والاستقرار فيها. لكن طاقته العظمى تكمن في مكانها الصحيح.

## قدرات حلقة الألفية
تعتبر حلقة الألفية من قطع الألفية القوية، حيث تمتلك قدرات تميزها عن بقية القطع، مثل: 
- السيطرة على أي جسد.
- الدخول لأعماق أي شخص.

## الورقة المفضلة
تعتبر ورقة change-heart أو القلب المتغير، ورقة باكورا المفضلة، حيث أقر بذلك قبل مبارزته الأولى مع يوغي بمدينة الظل.

## وصلات خارجية
- الموقع الرسمي للأنمي (باليابانية).
- باكورا على الموقع الرسمي للأنمي (باليابانية).